# Världsmästerskapen i short track 2002
Världsmästerskapen i short track 2002 hölls mellan 5 april och 7 april 2002 i Montréal, Kanada.

## Resultat

### Herrar
| Gren: | Guld:                  | Guld:     | Silver:                   | Silver:  | Brons:              | Brons:   |
| --- | ---------------------- | --------- | ------------------------- | -------- | ------------------- | -------- |
| 500 m | Kim Dong-Sung Sydkorea | 41,930    | Fabio Carta Italien       | 42,044   | Ron Biondo USA      | 42,195   |
| 1000 m | Kim Dong-Sung Sydkorea | 1.31,361  | Ahn Hyun-Soo Sydkorea     | 1.31,435 | Éric Bédard Kanada  | 1.31,632 |
| 1500 m | Kim Dong-Sung Sydkorea | 2.21,736  | Jonathan Guilmette Kanada | 2.31,595 | Rusty Smith USA     | 2.31,706 |
| 3000 m | Kim Dong-Sung Sydkorea | 5.19,041  | Ahn Hyun-Soo Sydkorea     | 5.19,170 | Fabio Carta Italien | 5.20,145 |
| 5000 m stafett | Sydkorea               | 7.10,751  | Kanada                    | 7.10,756 | Kina                | 7.11,330 |
| Sammanlagt* | Kim Dong-Sung Sydkorea | 136 poäng | Ahn Hyun-Soo Sydkorea     | 42 poäng | Fabio Carta Italien | 34 poäng |
| * En första plats gav 34 poäng, en andra plats gav 21 poäng, en tredje plats gav 13 poäng, en fjärde plats gav 8 poäng, en femte plats gav 5 poäng, en sjätte plats gav 3 poäng och en sjunde gav 2 poäng i varje tävling och den sammanlagda poängen ger de sammanlagda resultaten. |                        |           |                           |          |                     |          |

### Damer
| Gren: | Guld:                   | Guld:     | Silver:                     | Silver:  | Brons:                      | Brons:   |
| --- | ----------------------- | --------- | --------------------------- | -------- | --------------------------- | -------- |
| 500 m | Yang Yang (A) Kina      | 44,460    | Jevgenia Radanova Bulgarien | 44,586   | Fu Tian Yu Kina             | 44,676   |
| 1000 m | Yang Yang (A) Kina      | 1.34,732  | Ko Gi-Hyun Sydkorea         | 1.34,734 | Jevgenia Radanova Bulgarien | 1.35,185 |
| 1500 m | Yang Yang (A) Kina      | 2.31,630  | Ko Gi-Hyun Sydkorea         | 2.31,666 | Amelia Goulet-Nadon Kanada  | 2.32,234 |
| 3000 m | Choi Eun-Kyung Sydkorea | 5.17,678  | Jevgenia Radanova Bulgarien | 5.22,718 | Ko Gi-Hyun Sydkorea         | 5.34,285 |
| 3000 m stafett | Sydkorea                | 4.18.599  | Kina                        | 4.19.516 | Kanada                      | 4.19.587 |
| Sammanlagt* | Yang Yang (A) Kina      | 105 poäng | Ko Gi-Hyun Sydkorea         | 63 poäng | Jevgenia Radanova Bulgarien | 55 poäng |
| * En första plats gav 34 poäng, en andra plats gav 21 poäng, en tredje plats gav 13 poäng, en fjärde plats gav 8 poäng, en femte plats gav 5 poäng, en sjätte plats gav 3 poäng och en sjunde gav 2 poäng i varje tävling och den sammanlagda poängen ger de sammanlagda resultaten. |                         |           |                             |          |                             |          |

## Medaljtabell
| Pl. | Land      |   |   |   | Totalt |
| --- | --------- | - | - | - | ------ |
| 1   | Sydkorea  | 8 | 6 | 1 | 15     |
| 2   | Kina      | 4 | 1 | 2 | 7      |
| 3   | Bulgarien | 0 | 2 | 2 | 4      |
| -   | Kanada    | 0 | 2 | 2 | 4      |
| 5   | Italien   | 0 | 1 | 2 | 3      |
| 6   | USA       | 0 | 0 | 2 | 2      |